# Карони, Андреа
Андреа Клаудио Карони (нем. Andrea Claudio Caroni; род. 19 апреля 1980, Санкт-Галлен) — швейцарский политический и государственный деятель, член (с 2015) и президент (с 2024) Совета кантонов.

## Биография
Родился 19 апреля 1980 года в Санкт-Галлене, кантон Санкт-Галлен, Швейцария.
После окончания колледжа в Трогене поступил на юридический факультет  Цюрихского университета, а затем стал учиться на аналогичном факультете Женевского университета. В 2007 году он был принял в аспирантуру, а уже в следующем году защитил диссертацию о финансовых санкциях, предпринимаемых швейцарскими властями. Позднее Карони получил степень магистра в Школе управления имени Джона Ф. Кеннеди, после чего занялся преподавательской деятельностью.
На парламентских выборах 2011 года он был избран депутатом Национального совета Швейцарии, официально вступив в должность 5 декабря того же года. 
30 ноября 2015 года он вступил в должность члена Совета кантонов Швейцарии от кантона Аппенцелль-Аусерродена. 2 декабря 2024 года он был избран президентом Совета кантонов Швейцарии.